# Phalaenopsis braceana
Phalaenopsis braceana är en orkidéart som först beskrevs av Joseph Dalton Hooker, och fick sitt nu gällande namn av Eric Alston Christenson. Phalaenopsis braceana ingår i släktet Phalaenopsis och familjen orkidéer. Inga underarter finns listade i Catalogue of Life.